# Placówka Straży Celnej „Zakrzewo”

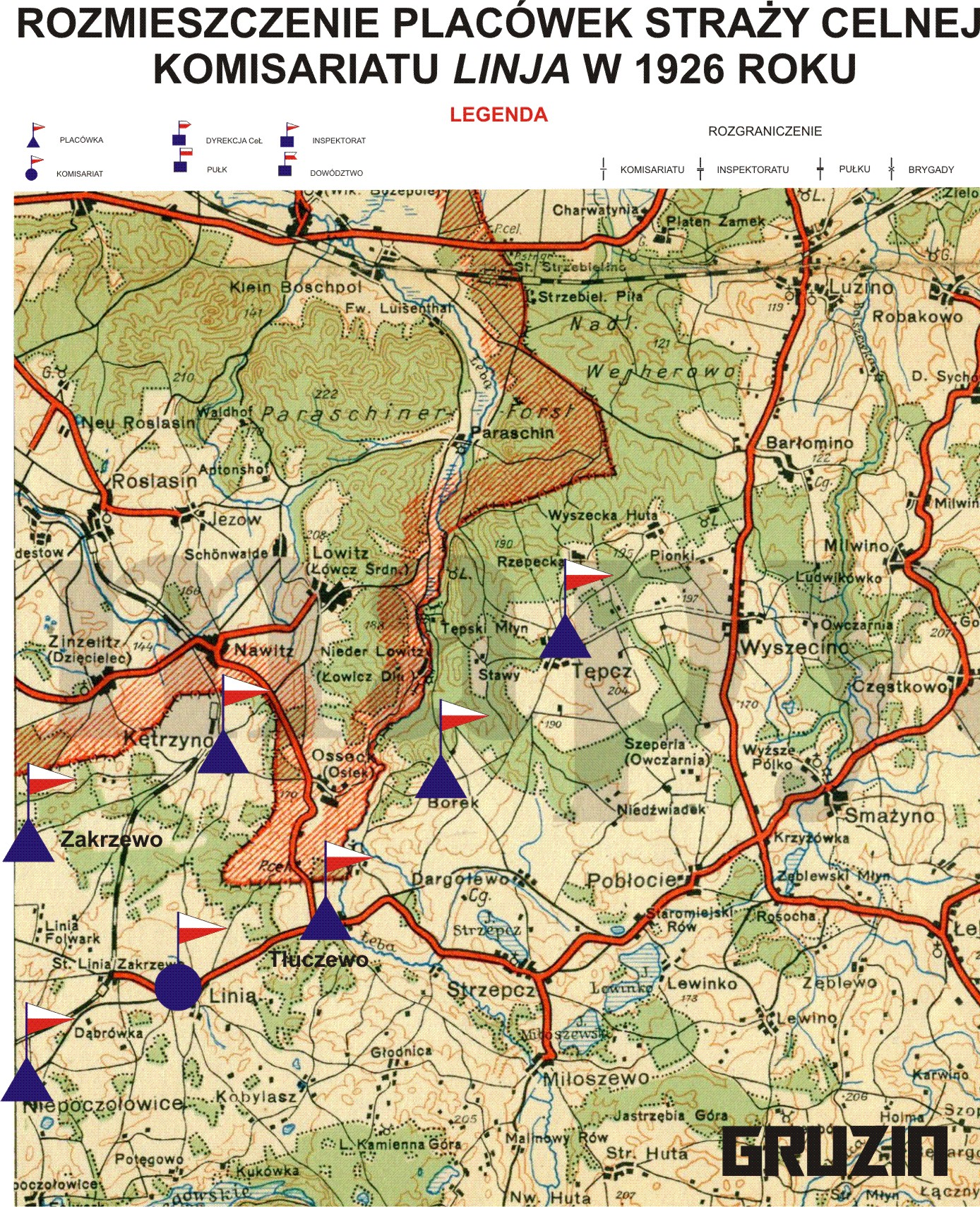
Rozmieszczenie placówek
komisariatu Straży Celnej „Linja”

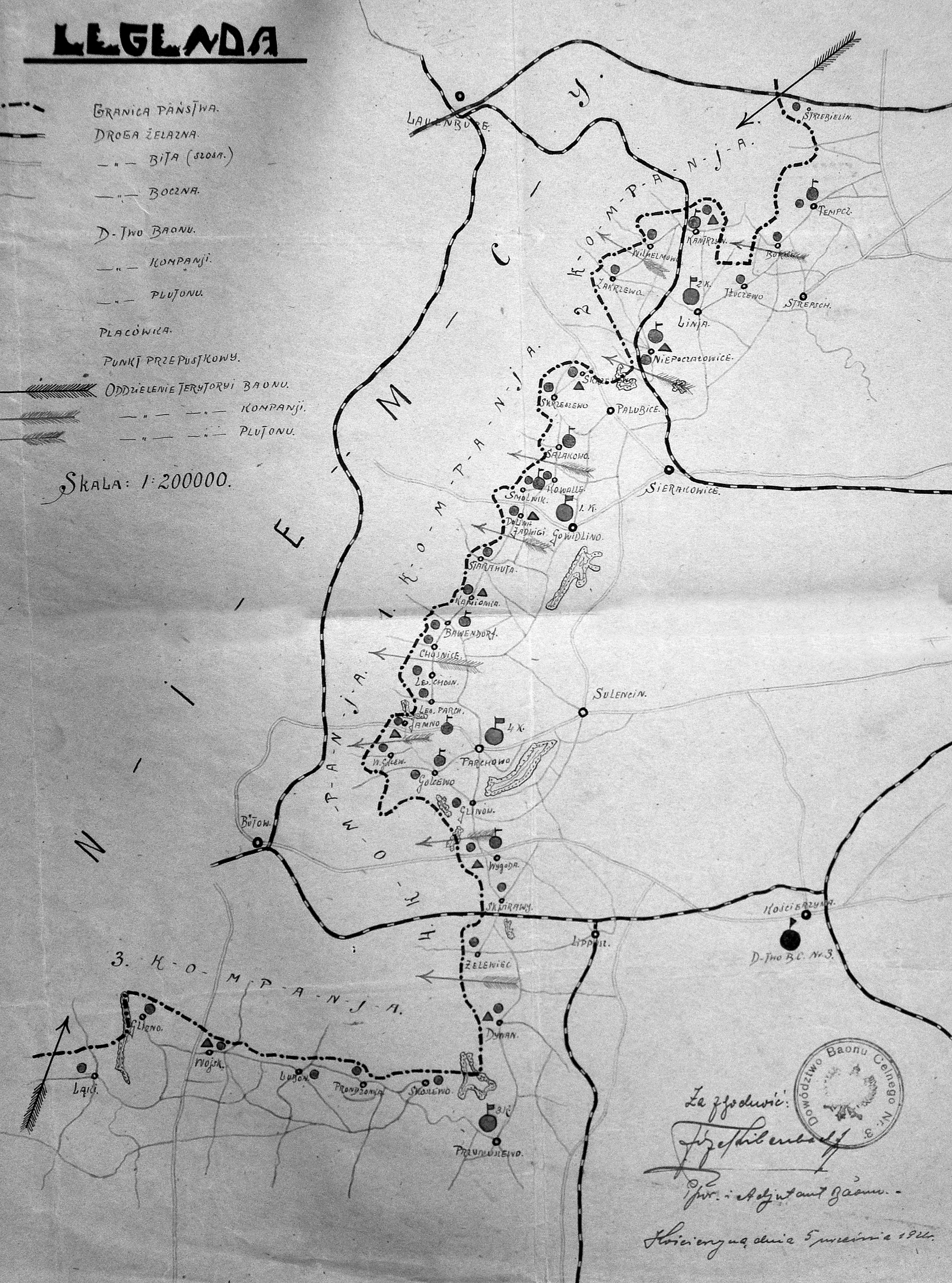
Rozmieszczenie 3 batalionu celnego

Placówka Straży Celnej „Zakrzewo” – jednostka organizacyjna Straży Celnej pełniąca w okresie międzywojennym służbę ochronną na granicy polsko-niemieckiej.

## Formowanie i zmiany organizacyjne
Na wniosek Ministerstwa Skarbu, uchwałą z 10 marca 1920 roku, powołano do życia Straż Celną. Jednostki Straży Celnej rozpoczęły przejmowanie odcinków granicy od pododdziałów Batalionów Celnych. W 1921 roku w Linii stacjonował sztab 2 kompanii 3 batalionu celnego. 2 kompania celna wystawiła między innymi placówkę w Zakrzewie. W 1922 roku w Linii stacjonował sztab 1 kompanii 17 batalionu celnego. 1 kompania celna wystawiła między innymi placówkę w Zakrzewie. Proces tworzenia Straży Celnej trwał do końca 1922 roku. Placówka Straży Celnej „Zakrzewo” weszła w podporządkowanie komisariatu Straży Celnej „Linja” z Inspektoratu SC „Kościerzyna”.
W drugiej połowie 1927 roku przystąpiono do gruntownej reorganizacji Straży Celnej. W praktyce skutkowało to rozwiązaniem tej formacji granicznej. Ochronę północnej, zachodniej i południowej granicy państwa przejęła powołana z dniem 2 kwietnia 1928 roku Straż Graniczna. W strukturach nowo powstałej formacji nie odtworzono placówki „Zakrzewo”.

## Służba graniczna
Sąsiednie placówki
- placówka Straży Celnej „Kętrzyno” ⇔ placówka Straży Celnej „Niepoczołowice” – 1926[10]

## Funkcjonariusze placówki
Kierownicy placówki
| stopień    | imię i nazwisko, numer | okres pełnienia służby | kolejne stanowisko |
| ---------- | ---------------------- | ---------------------- | ------------------ |
| przodownik | Ksawery Pączek (2054)  | był w 1926             |                    |

Obsada personalna placówki w 1926:
- przodownik Ksawery Pączek (2054)
- strażnik Franciszek Marchwiak (1926)
- strażnik Antoni Mikołajczak (3192)
- strażnik Ignacy Marek (3286)
- strażnik Franciszek Matuszewski (546)
- strażnik Stefan Nowinka (2004)